# Roy Ayers
Roy Ayers, född 10 september 1940 i Los Angeles, Kalifornien, död 4 mars 2025 i New York, var en amerikansk R&B-musiker, låtskrivare och sångare. Som musiker spelade han vibrafon och keyboard.
Ayers började släppa skivor under 1960-talet, då åt jazzhållet. 1971 fick han skivkontrakt på skivbolaget Polydor och gav ut en stor mängd album för bolaget fram till 1981. 1973 gjorde han soundtrackmusiken till blaxploitation-filmen Coffy, vilket också blev hans första listnoterade album på Billboardlistan för jazzalbum (#31). I början av 1970-talet började han blanda in funk och soul i sin musik (se soul jazz), för att senare under decenniet närma sig discomusik. Han nådde nu sin största kommersiella framgång med låtarna "Everybody Loves the Sunshine" (1976) och "Running Away" (1977), varav den sist nämnda blev hans största hitsingel. 1980 spelade han in albumet Music of Many Colours tillsammans med afropop-musikern Fela Kuti. Under 1990-talet och 2000-talet har hans rytmiska musik använts flitigt inom sampling. Han fortsatte då även att ge liveuppträdanden.